# Ektazij
Ektazij (od grčke riječi ectasis, "produženje") drugo je geološko razdoblje u Mezoproterozojskoj eri koje je trajalo od prije 1400 milijuna godina do prije 1200 milijuna godina. Ovo se vremensko razdoblje definira kronometrijski i nema odgovarajući sloj stijenja u Zemlji.
Ime dolazi od nastavka ekspanzije platformskih pokrova tijekom tog razdoblja.
Ovo je geološko razdoblje posebno zanimljivo po prvim materijalnim dokazima spolnog razmnožavanja od strane jednog organizma. Geološka formacija Hunting na otoku Somerset u Kanadi formirala se krajem ektazija. Ona sadrži mikrofosile višestaničnih vlakana crvenih algi Bangiomorpha pubescens, prvog organizma taksonomski klasificiranog kao eukariota. Ova je alga prvi organizam s okazanim spolnim razmnožavanjem, što je osnovna karakteristika i pretpostavka složene višestaničnosti. Složena višestaničnost je različita od jednostavne višestaničnosti, kao npr. kolonija mikroorganizama koji žive zajedno. Pravi, složeni višestanični organizmi sastavljeni su od stanica koje su specijalizirane za određenu funkciju. Višestnični organizmi koji se spolno razmnožavaju nužno imaju specijalizirane stanice, pošto su muške i ženske gamete specijalizirane.
Dokazi o postojanju eukariota, su identificirani u stijenama starim oko 1200 Ma u Hunting formaciji na (Otoku Somerset u Kanadi). To je najstariji organizam koji se seksualno reproducirao i stoga prvi poznati složeni višećelijski organizam. 

## Vanjske poveznice
|  | Zajednički poslužitelj ima još gradiva o temi Ektazij |